# Syndroom van Kearns-Sayre
Het syndroom van Kearns-Sayre (KSS) is een zeldzame (ca. 1:600.000) energiestofwisselingsziekte. De ziekte hoort ook thuis in de groepen mitochondriële ziekten en spierziekten. Het syndroom werd voor het eerst beschreven in 1958 door de Amerikaanse oogartsen Thomas P. Kearns (1922-2011) en George Pomeroy Sayre (1911-1992).

## Verschijnselen
De verschijnselen van patiënten met mitochondriale ziekten zijn enorm divers. Dit komt doordat mitochondriën in alle cellen voorkomen. Zodra er in deze cellen een energiecrisis ontstaat leidt dit tot het slecht werken van deze cellen. Wel is het zo, dat vooral die weefsels waarin veel mitochondriën in de cellen voorkomen omdat zij veel energie nodig hebben, het meest frequent klachten geven. Bij het syndroom van Kearns-Sayre zijn de klachten vaak spierklachten, hartklachten, hangende oogleden, hersenfunctiestoornissen leidend tot geestelijke achterstand, bewegingsstoornissen en soms zelfs epileptische aanvallen.